# Comarca de Catolé do Rocha
A Comarca de Catolé do Rocha é uma comarca de segunda entrância.
Faz parte da 7ª Região com sede no município de Catolé do Rocha, no estado da Paraíba, Brasil, há 420 quilômetros da capital.
Também fazem parte dela os municípios de Bom Sucesso, Brejo dos Santos, Jericó, Mato Grosso, Riacho dos Cavalos e o distrito de Coronel Maia.
No ano de 2016, o número de eleitores inscritos na referida comarca foi de 52 144.